# Eric Samuel Wennberg
Eric Samuel Wennberg, född 9 oktober 1720, död 22 september 1801 i Stockholm (Klara församling), var en svensk bankokommissarie och medlem av Utile Dulci (flöjtist). Wennberg invaldes som ledamot 101 av Kungliga Musikaliska Akademien den 22 januari 1788 och var akademiens preses 1790–1791.

## Yrkesbana
Eric Samuel Wennberg  blev 1747 vice auditör vid Kunglig Majestäts livdrabantkår, 1750 sekreterare i generalkrigs- och leuterationsrätten, 1761 kommissarie i Riksens Ständers bank, varifrån han erhöll avsked på 1790-talet. Ledamot av Musikaliska akademien 1788 och dess president 1790 och 1791 (den första icke adliga). Genom giftermålet var han delägare i de så kallade Ljusneverken i Hälsingland eller Ljusne masugn och Maråkers bruk i Söderala socken samt Gullgruva och Sunnäs bruk i Skogs socken, vilken andel senare gick i arv till barnen. Han ligger begravd i egen grav på Klara kyrkogård. Gravstenen är innefattad i kyrkomuren på södra utbyggnadens västra sida.

## Familj
Eric Samuel Wennberg var son till häradshövdingen Anders Wennberg (1671–1737) och hans hustru Maria Edman (1682–1739). Fadern tänkte först bli präst och antog namnet Ventelius, men valde sedan den juridiska banan och ansåg då sitt latinska namn mindre passande och bytte till Wentberg som senare ändrades till Wennberg för att förenkla uttalet.
Eric Samuel Wennberg var från 1753 gift med Catharina Elisabeth Christiernin, född 1731 i Stockholm, död där 1799, dotter till sekreteraren och registratorn i Justitierevisionen samt ägaren av Gullgruva med flera bruk Johan Christiernin och Margareta Hadelin. 
Makarna hade sju barn, bland dem stadsnotarien i Stockholm Johan Anders Wennberg (1756–1819), advokatfiskalen Samuel Wennberg (1757–1805) och arkitekten Thure Wennberg (1759–1818).

### Tryckt litteratur
- Anrep, Gabriel (1875). ”Wennberg”. Svenska Slägtboken (del I:3). https://runeberg.org/svslagtbok/1-3/0132.html